# Korniczek płaskozębny
Korniczek płaskozębny (Orthotomicus proximus) – gatunek chrząszcza zaliczany do kornikowatych.
Rójka
Przebiega od końca kwietnia do początku czerwca oraz w lipcu i sierpniu.
Wygląd
Larwa beznoga (jak u wszystkich kornikowatych), barwy białej, z jasnobrunatną głową. Poczwarka typu wolnego, barwy kremowej, kolebka poczwarkowa częściowo zagłębiona w biel. Imago długości 3,0–3,8 mm. Chrząszcz kształtu walcowatego, barwy brunatnej, gęsto, krótko owłosiony. Ścięcie pokryw prawie pionowe i płytkie. Przedplecze w zarysie prawie okrągłe, w przedniej części chropowato punktowane, z tyłu grubo punktowane, gładsze. Pokrywy z rzędami gęsto ułożonych kropek, międzyrzędy szerokie z pojedynczymi kropkami, wyraźnie błyszczące. Dymorfizm płciowy widoczny na ścięciu pokryw. Samiec na bokach posiada po cztery wyraźne wyrostki – ząbki. Pierwszy – przyszwowy mały, drugi stożkowaty – największy o szerokiej podstawie, zakrzywiony w kierunku szwu, trzeci i czwarty stożkowaty. Samica ma widoczne trzy ząbki, są zredukowane, drugi najwyraźniejszy.
Występowanie
Większość Europy, sięgając na północ za koło podbiegunowe, a na wschód przez Syberię po Chiny, Koreę i Japonię. Pospolity w całej Polsce.
Pokarm
Żeruje na sośnie rzadziej na świerku.
Znaczenie
Zasiedla głównie wilgotne drewno leżące, gdzie występuje masowo, może atakować drzewa silnie osłabione i obumierające. Żerowiska zakładane są często w miejscach gdzie gruba korowina przechodzi w cienką. Infekuje drewno grzybami wywołującymi siniznę. Podobne znaczenie mają: korniczek wielozębny, korniczek guzozębny, korniczek ostrozębny.